# (232553) Randypeterson
(232553) Randypeterson est un astéroïde de la ceinture principale. Il tire son nom de Randy Peterson, membre de l'East Valley Astronomy Club de Phoenix, en Arizona et du groupe d'observation Herschel de l'Astronomical League.

## Description
(232553) Randypeterson est un astéroïde de la ceinture principale. Il fut découvert le 26 septembre 2003 à l'Observatoire Junk Bond par David Healy (astronome). Il présente une orbite caractérisée par un demi-grand axe de 2,79 UA, une excentricité de 0,05 et une inclinaison de 4,0° par rapport à l'écliptique.

## Compléments